# Foro Itálico (Palermo)
El Foro Italico, o Passeggiata della Marina (denominado hasta 1861 Foro Borbonico) es una gran zona verde que forma uno de los paseos marítimos de la ciudad de Palermo, Italia. Se extiende desde la Cala hasta la Villa Giulia, en el barrio de Kalsa.

## Descripción
Tras la ocupación aliada de Palermo durante la Segunda Guerra Mundial (1943), con el objetivo de limpiar las calles del centro de los derrumbes causados por los violentos bombardeos de la primavera y verano del mismo año, la administración provisional AMGOT decidió ("por otra parte en conformidad con el plano regulador de la ciudad"), llenar con los restos de los derrumbes y demoliciones el tramo de mar frente a la Passeggiata della Marina, que en la época fascista había recibido la denominación de Foro Italico.
La zona, con excepción de un inicio de remodelación según el proyecto del arquitecto Giuseppe Spatrisano a principios de los años cincuenta permaneció vacía y abandonada. Se utilizó como campamento de gitanos, sede de circos y estuvo ocupada durante años por un parque de atracciones.
Con ocasión de la conferencia de la ONU sobre la lucha contra el crimen organizado que se celebró en Palermo en diciembre de 2000, la administración, dirigida por el alcalde Leoluca Orlando por iniciativa del vicealcalde y asesor del centro histórico Emilio Arcuri, obtuvo la concesión de la zona de manos de la autoridad portuaria y empezó las obras de recuperación y remodelación del parque.
Las obras terminaron en diciembre de 2000 con una gran manifestación en la pradera que contó con la presencia del entonces secretario general de las Naciones Unidas Kofi Annan.
El jardín, completamente peatonal, ocupa unos 40 000 m² cubiertos de hierba, con plantas mediterráneas de distintas especies, viales arbolados, bancos, esculturas de cerámica, un carril bici, iluminación nocturna y un amplio paseo panorámico a lo largo de la costa.

## Historia

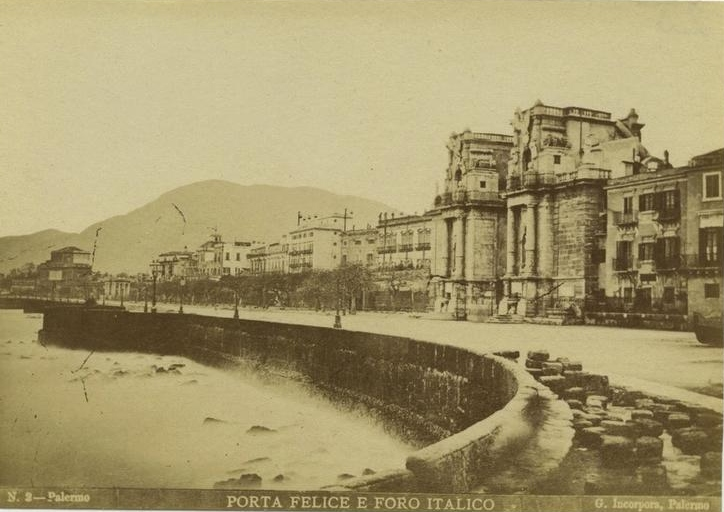
La Porta Felice y el Foro Italico (en torno a 1860 - 1870).

Hasta el siglo XVI, la ciudad de Palermo no tenía un paseo parítimo, sobre todo porque las frecuentes tormentas y el peligro de ataques (sobre todo de piratas) no permitían considerar la línea de costa como una zona segura. Una vez reducidos los ataques sarracenos, la ciudad reconsideró su franja costera como un lugar seguro de utilizar para ocio. El paseo marítimo panorámico de Palermo fue construido en 1582 por órdenes del virrey Marco Antonio Colonna, que ya el año anterior había hecho prolongar la Via Toledo, es decir, el Càssaro, hasta la Marina. Ese mismo año dio inicio a las obras para la construcción de la Porta Felice y la calle del foro se llamó Strada Colonna.
La estructura del foro se mantuvo sin modificaciones hasta 1734, cuando el pretor don Giovanni Sammartino di Montalbo supervisó su ensanchamiento haciendo demoler una de las fortificaciones marítimas, el Bastione del Tuono ("Bastión del Trueno"). Cincuenta años después, el nuevo pretor, don Girolamo Grifeo, príncipe de Partanna, ordenó la demolición del otro baluarte, llamado di Vega y consiguió así el ensanchamiento definitivo de la zona, que en los años sucesivos fue embellecida y cuidada cada vez más, convirtiéndose en el lugar de paseo preferido para los palermitanos.
Durante la dominación borbónica, la zona recibió el nombre de Foro Borbonico, hasta que en 1848, en el auge de los motines antiborbónicos, el Parlamento siciliano decidió cambiar su nombre por el de Foro Italico. Este nombre se abandonó en 1849, tras la restauración del gobierno borbónico, para volver a ser adoptado en 1860, tras la anexión al Reino de Italia.
El 29 de julio de 1900 el rey Umberto I fue asesinado, causando una ola de emoción en todo el país que condujo a la adopción de la denominación actual Foro Italico Umberto I, aunque todavía en la actualidad la mayor parte de los palermitanos lo conocen como Foro Italico.
Antes de la Segunda Guerra Mundial el mar llegaba al lado del recorrido actual del paseo. Tras los ataques aéreos recibidos durante el conflicto, tanto por parte alemana como americana, resultaron dañadas algunas partes de la zona portuaria y del centro histórico. En la posguerra, la mayor parte de los escombros se trasladaron a esta zona de costa, alejando el mar y eliminando el paseo marítimo.
Durante años la zona permaneció abandonada. Entre finales de los años noventa del siglo XX y principios de los años 2000 la zona fue restaurada como parte de un plan de recuperación de la costa.

## Galería de imágenes

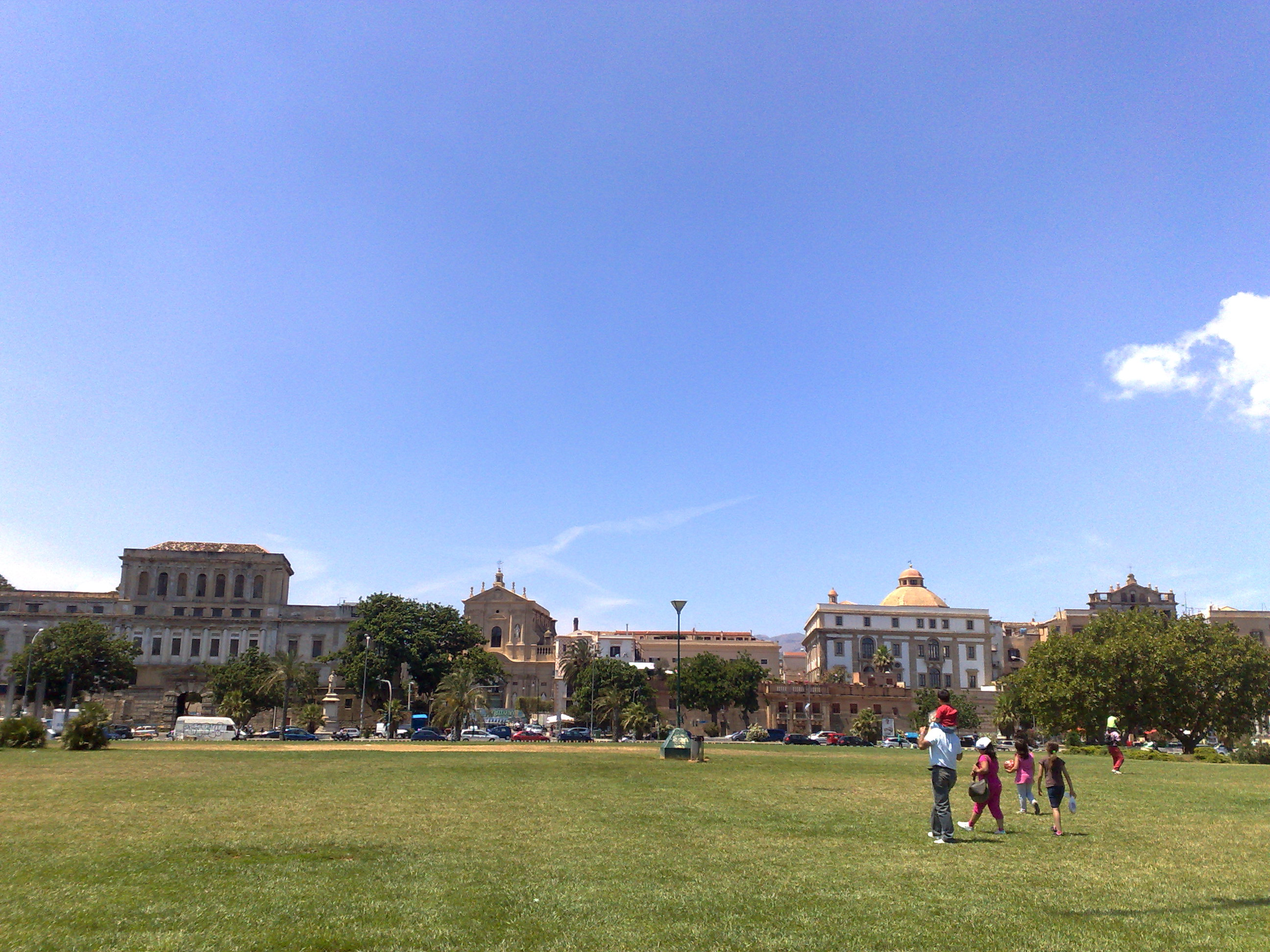
Vista del parque.
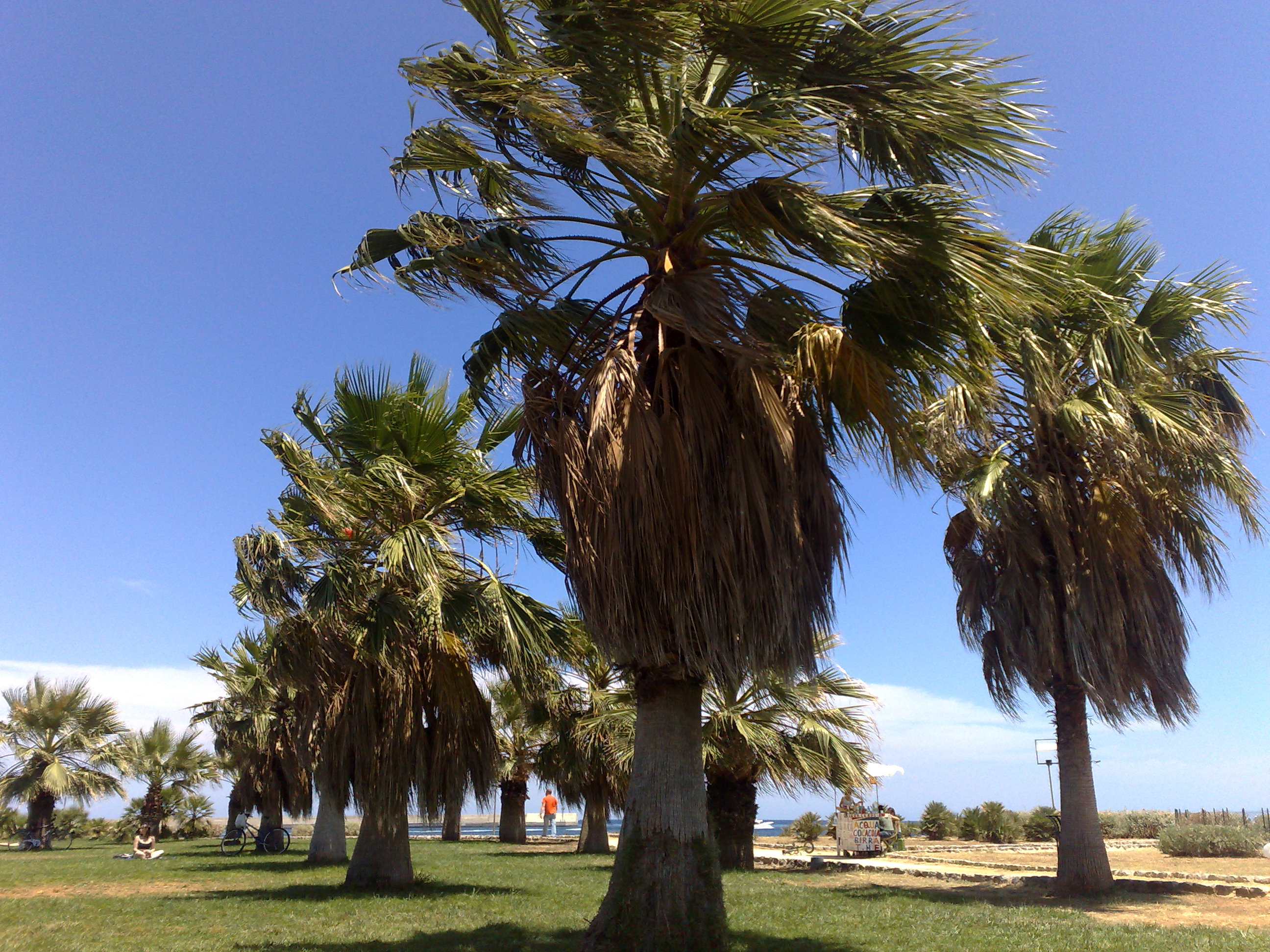
Jardín de palmeras cerca de la Cala.
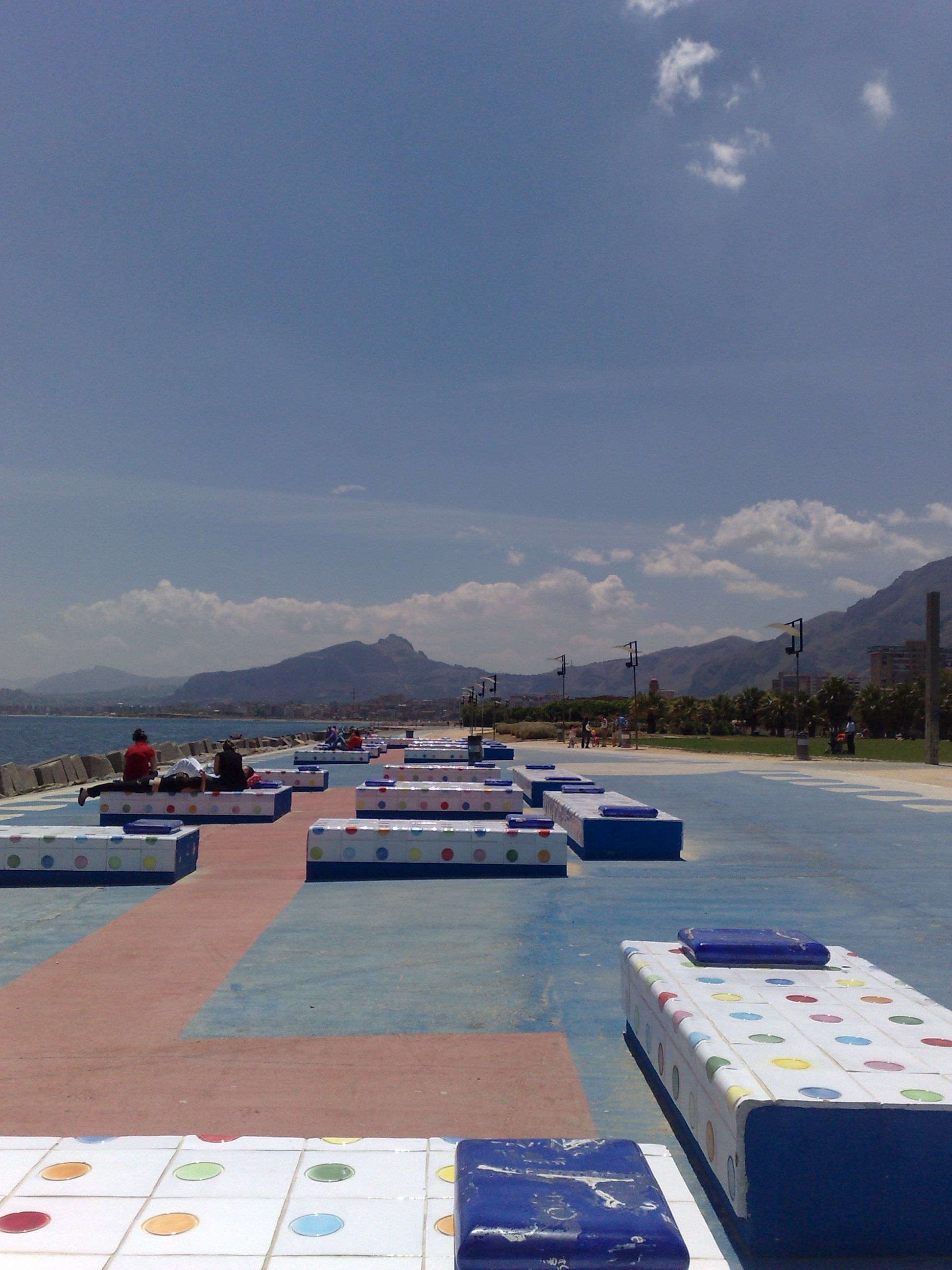
Bancos en el paseo marítimo hacia el sur.
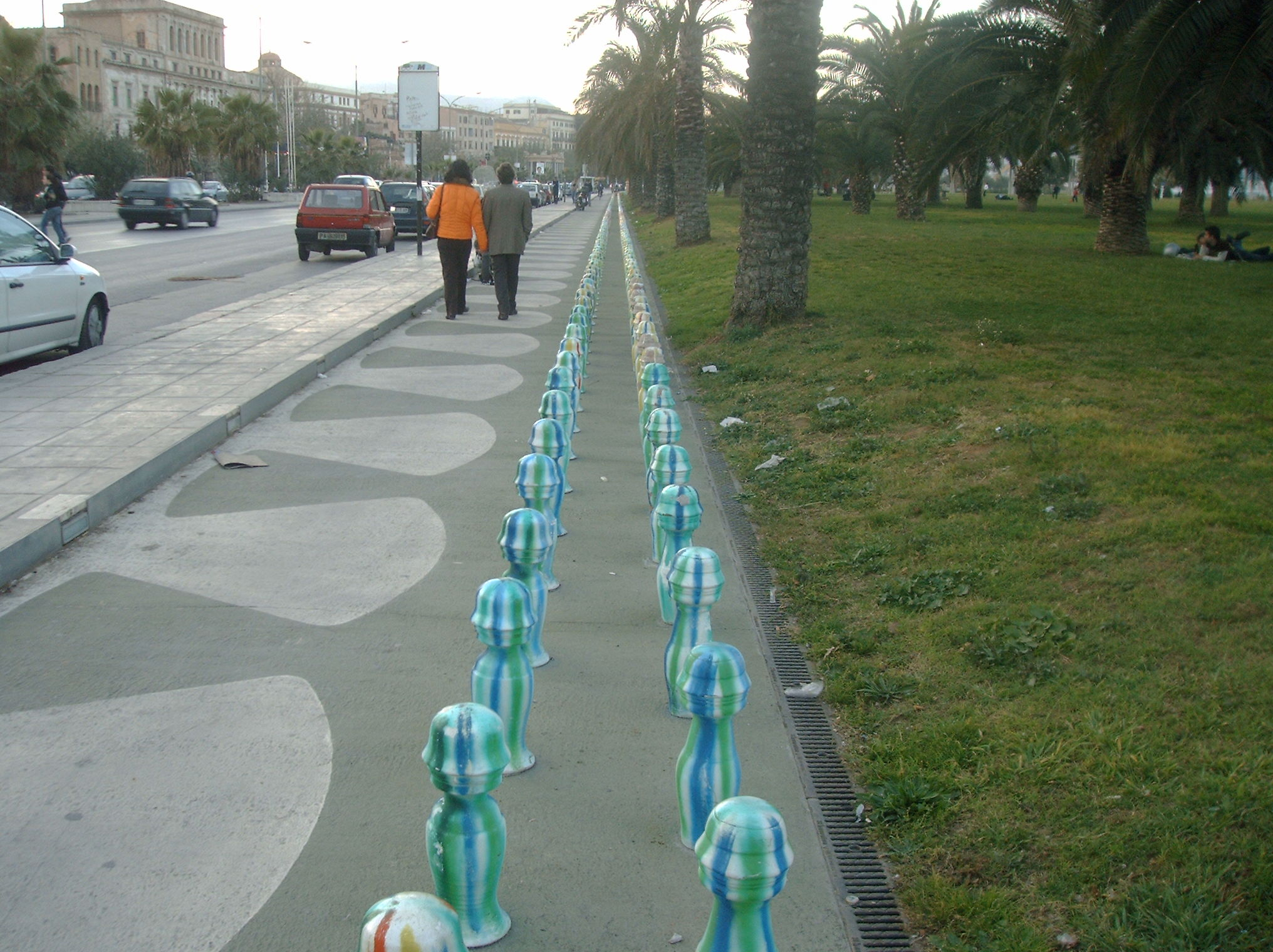
Paletas y carril bici en el Foro Italico.
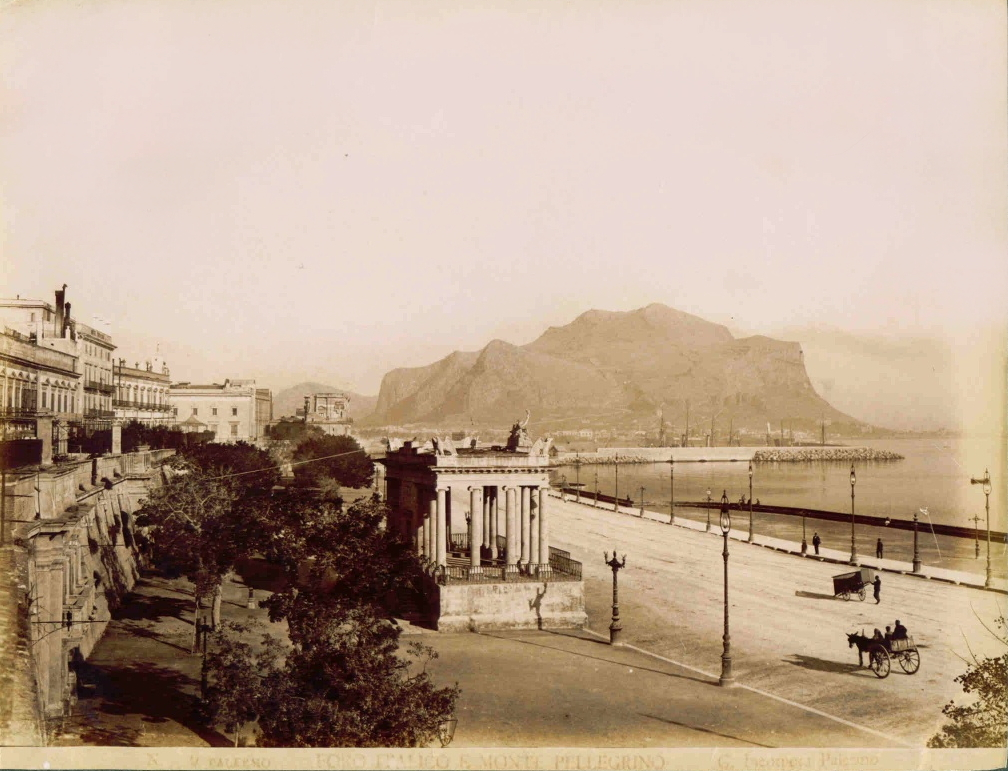
El Foro Italico, el Monte Pellegrino y el palchetto della Musica vistos desde la passeggiata delle Cattive en 1914.
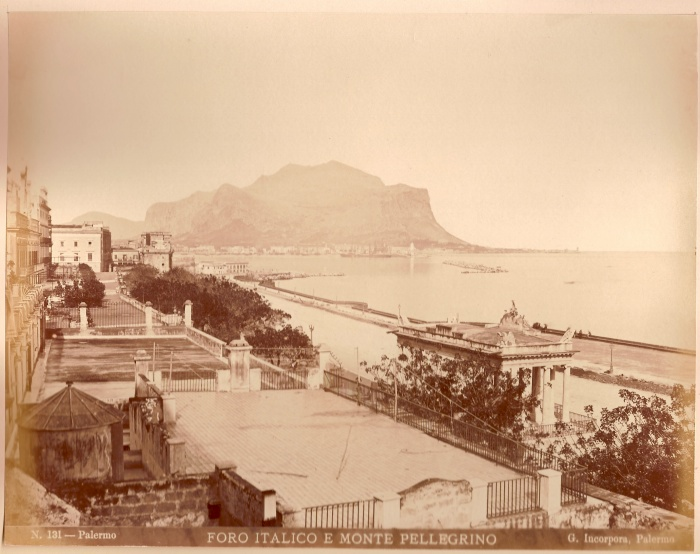
El Foro Italico antes de su ensanchamiento hacia el mar (en torno a 1860 - 1870).
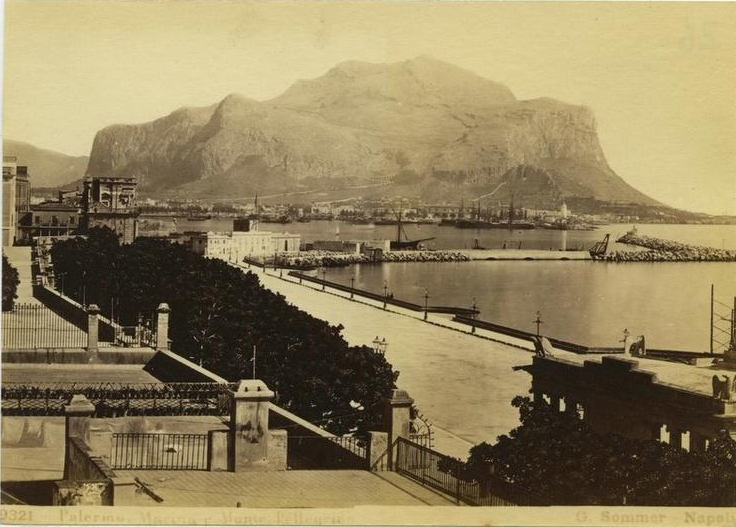
El Foro Italico, el Monte Pellegrino y la Cala vistos desde la passeggiata delle Cattive a finales del siglo XIX.